# Nhân thiên hà hoạt động

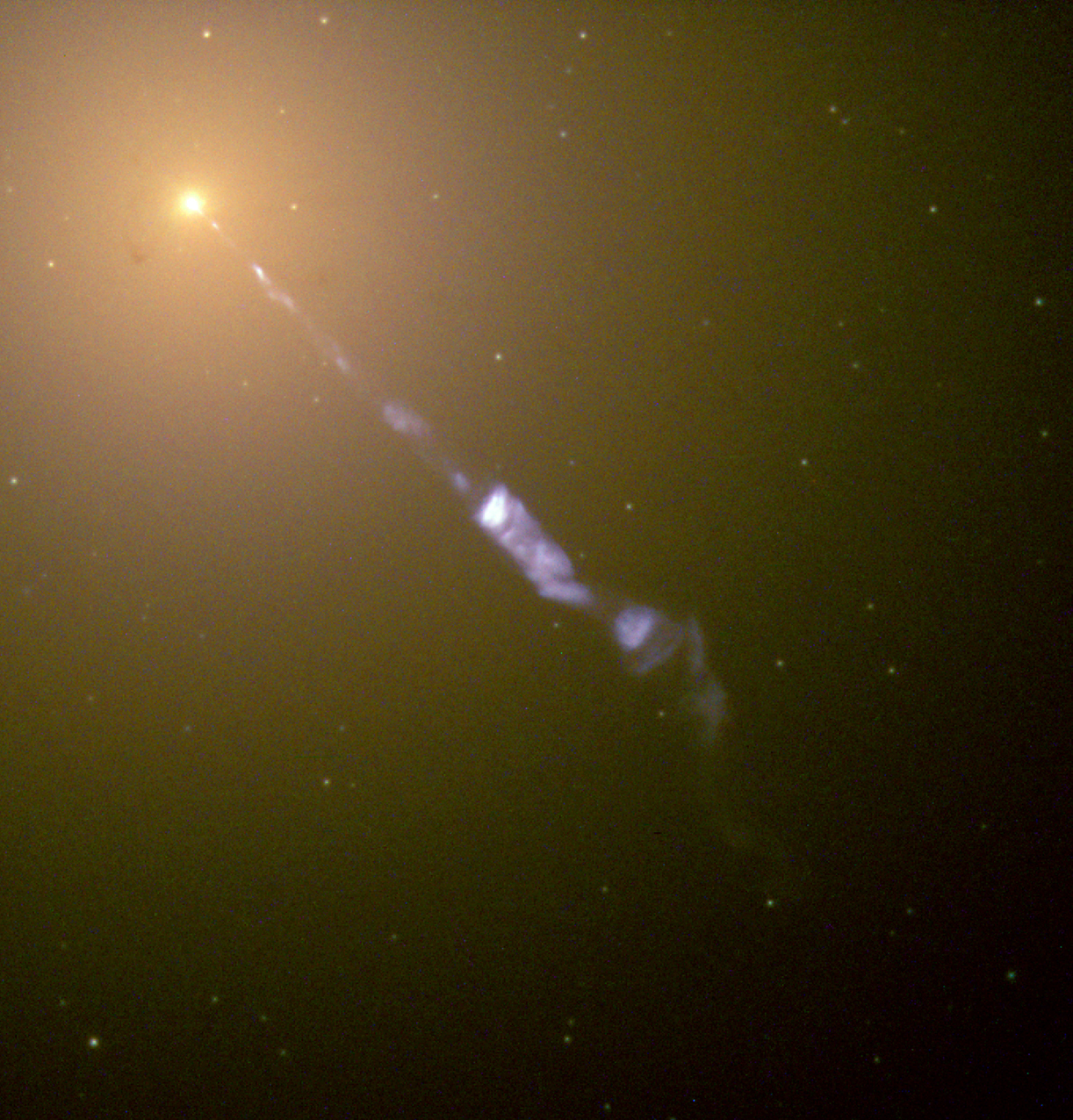
Đuôi sáng phát ra với chiều dài 5000 năm ánh sáng từ nhân thiên hà hoạt động M87, ảnh Hubble Space Telescope.

Nhân thiên hà hoạt động (tiếng Anh: Active galactic nucleus, viết tắt: AGN) là vùng nhân đặc của một thiên hà, do quá trình bồi đắp của hố đen siêu nặng tại nhân gây nên. Nhân AGN đặc này bị bao bọc bởi chất khí và bụi, chuyển động xoáy quanh khi rơi vào lỗ đen, gây nên lực ma sát. Nó tạo ra bức xạ vô cùng lớn làm AGN trở thành nguồn phát bức xạ mạnh nhất trong vũ trụ với độ sáng tương đương với bức xạ của hàng tỉ ngôi sao phát ra từ một vùng chỉ bằng hệ Mặt Trời.
Thiên hà có chứa nhân AGN được gọi là thiên hà hoạt động. Phần lớn năng lượng của nó không được phát ra từ các ngôi sao, chất bụi và chất khí trong vùng trống giữa các sao như các thiên hà thường. Bức xạ AGN có mặt trong một phần hay tất cả các vùng của bức xạ điện từ như radio, hồng ngoại, ánh sáng nhìn thấy, cực tím, X quang hay tia gamma. 